# Айларов, Измаил Харитонович
Измаил Харитонович Айларов (22 августа 1924, с. Кадисар Дзауского района Юго-Осетинской автономной области — 2018) — осетинский советский поэт и прозаик, публицист.

## Биография
Родился 22 августа 1924 года в селе Кадисар (ныне Южная Осетия/Грузия).
Во время Великой Отечественной войны три года работал учётчиком в колхозе, на очистке дороги на Мамисонском перевале.
В 1945—1949 годах работал учителем в начальной школе Кадисара.
До 1953 года обучался на историко-филологическом факультете Северо-Осетинского педагогического института. Затем работал в школах Северной Осетии, преподавал осетинский язык и литературу.
Умер в 2018 году.

## Творчество
Автор сборников стихов для детей и взрослых, повестей и романов.
Первые стихи Айларова печатались в районной газете. Первый сборник («Гакк-гакк, куыдзы гакк», 1965) поэт посвятил детям. Второй сборник «Я погнался за оленем» («Фæцæйсырдтон сæрджын саг», 1969) также состоит из стихов для детей дошкольного и младшего школьного возраста. Этот сборник в переводе на русский язык вышел в 1970 г. «Кто рано встает — не жалеет» («Раджы бадаг — æвæсмон», 1973) — так называется сборник поэта для младшего и среднего школьного возраста.
Сборник стихов для взрослых «Сердце матери» («Мады зæрдæ», 1977), о любви к матери и родине, одухотворенная красота горной природы, радость созидательного труда и изобилия, чувство собственного достоинства.
В 1974 году Айларов напечатал повесть «С дедом в горах» («Дадаимæ хæхты»), которая изображает жизнь трудовой колхозной семьи в Осетии. В повести «После дождя — солнечный день» («Фæскъæвда — хур бон», 1981) остро поднимается вопрос о воспитании человека.
Самое крупное произведение И. Айларова — роман-трилогия «На Мамисонском перевале» («Мамысоны æфцæгыл»). Первая книга (1987) охватывает период с 1916 по 1921 год и повествует о тяжелой экономической и социальной жизни горцев до революции. На фоне этой жизни показана классовая борьба, принявшая особенно острый характер в период гражданской войны. Борьба завершается легендарным переходом в феврале 1921 года XI Красной Армии через Мамисонский перевал в Грузию и победой Советской власти в Грузии и Южной Осетии. В романе привлекают внимание также страницы, описывающие взаимопомощь горцев в борьбе с нуждой и суровой природой.
В книге очерков и статей «Божья правда» («Хуыцауы рæстад») автор поднимает животрепещущие проблемы современного общества: состояние народного хозяйства, культуры, идеологии и морали. Особое внимание уделяет проблемам развития и функционирования родного языка; взывает к национальной гордости и национальном единстве.